# クリティカルチェーン・プロジェクトマネジメント
クリティカルチェーン・プロジェクトマネジメント（Critical Chain Project Management、略称CCPM）は、エリヤフ・ゴールドラットが開発した制約条件の理論に基づき全体最適化の観点から開発されたプロジェクト管理手法。
工期短縮、納期遵守率の向上を目指す。

## 概要

### クリティカル・チェーン
近代的なプロジェクトマネジメント理論はクリティカルパス法やPERT法に端を発するが、これらのマネジメント手法は軍事や建築を対象として生まれたことから、「予算の制約よりも納期が優先される（納期を遵守するために潤沢な予算の追加投入が可能）」「作業員を雇用することが容易」という暗黙の前提があった。このため、人員、設備といったリソースが乏しく、競合を起こす場合の制約条件は考慮されてこなかった。

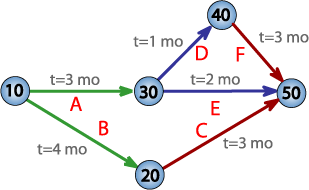
5つのマイルストーン（10から50）と6つの作業（AからF）がある7か月間のプロジェクトのPERTネットワーク図

プロジェクトにおいて各タスクの実行順序を考えたとき、「作業工程上の従属関係」を考慮するのは伝統的なクリティカルパス法やPERT法と同じであるが、CCPMはこれに加えて「必要リソースが限られているために発生する従属関係」の考慮も行う。
図の例で言うなら、作業Aと作業Bに作業工程上に依存関係、従属関係はなく、並行して作業が可能なように見える。この作業Aと作業Bに、リソースが作業量に対して十分ではなく、作業が集中した場合には、作業を順次行わなければならないという従属関係（例えば、開発要員が総勢10名で、作業Aに必要な要員が6名、作業Bに必要な要員が5名といった場合、または、作業A,作業Bのどちらも開発機器Zを排他的に使用して開発する必要がある場合には、作業Aと作業Bの並行実施はできない。）が発生した場合の作業所要期間はクリティカルパスより長くなる。
このように作業工程の従属関係とリソースの従属関係の両方を考慮に入れて、作業所要期間を決めている最も長い作業の流れのことをクリティカルチェーンと呼ぶ。図の例では、クリティカルパスは作業B→作業C、または作業A→作業D→作業Fの7ヶ月であるが、作業A,Bのリソースに従属関係があり並行実施ができない場合、作業A→作業B（あるいは作業B→作業A）→作業D→作業Fの11ヶ月がクリティカルチェーンとなる。
リソースが十分に存在し、各作業での競合が発生しない場合には、クリティカルチェーンとクリティカルパスは同じになる。
なお、PMBOK第3版以降のプロジェクトスケジューリングでは必要リソースに配慮するよう前提が変わったため、この前提にもとづくのならば、クリティカルチェーンとクリティカルパスは同義語になったとも言える。

### プロジェクトマネジメント
開発要員の人間心理や行動特性、および社会的・組織的問題も考慮して、工期短縮、納期遵守率を目的にプロジェクト管理を行う実践的手法である。
従来のプロジェクト管理では、進捗の妨げとなる不確定要素を考慮し意識的にせよ無意識的にせよ余裕（バッファ）をもたせた作業時間を確保しようとする。ゴールドラットは、各タスクにおいて各作業者は作業所要期間見積もりを約2倍のバッファをもたせて確保しようとすると指摘した。
このような自己申告による余裕ある日程計画においては、各作業者は学生症候群を引き起こして作業着手を先延ばししたり、早期に完了してもパーキンソンの法則にみられるように予定の計画終了日まで完了報告を上げないといった問題が起こり、結局は余裕ある日程にもかかわらず遅延が発生すると、ゴールドラットは指摘する。
こういった事態を改善するために、ゴールドラットはプロジェクトバッファ、合流バッファ、リソースバッファという概念を導入した。
プロジェクトバッファ
バッファを各作業工程（タスク）毎には管理せず、プロジェクト全体で管理するもの。ネットワーク図の上ではクリティカルパスの後ろに置く。
合流バッファ
クリティカルパス以外のタスクで、クリティカルパスに合流するタスクの完了時期に持たせる。
リソースバッファ
同じリソースを使うタスク同士が、前のタスクの遅れにより後のタスクが遅れることがないように配置する。
CCPMにおいて、マネジメントとは各タスクの進捗度合を監視、管理するのではなく、上述した各バッファの消費量、消費速度を監視、管理することになる。
公表された当初は、ソフトウェア開発などには不向きという意見もあったが、近年は大きな成果を示す事例などが報告されている。

## 参考書籍
- 『Critical Chain』エリヤフ ゴールドラット ISBN 0-88427-153-6
- 『クリティカルチェーン―なぜ、プロジェクトは予定どおりに進まないのか?』エリヤフ ゴールドラット ISBN 978-4478420454 ダイヤモンド社 2003年10月31日発売
- 『TOCクリティカル・チェーン革命―画期的なプロジェクト期間短縮法』 稲垣公夫 ISBN 978-4820713432 日本能率協会マネジメントセンター 1998年4月発売
- 『図解 コレならできるクリティカルチェーン―もう、プロジェクトは遅れない!』 津曲公二,中憲治,酒井昌昭 ISBN 978-4478420485 ダイヤモンド社 2004年4月発売
- 『TOC/CCPM標準ハンドブック―クリティカルチェーン・プロジェクトマネジメント入門 』西原隆、栗山潤　ISBN 978-4798026596秀和システム 2010年7月発売
- 「納期遅れなし！みんなで協力し合えるプロジェクトマネジメントシリーズ（CCPM)」Goldratt Channel (Youtube)